# 阿歷山大·伊舒韋利
阿歷山大·伊舒韋利（Alexander Iashvili，1977年10月23日—）是一名格魯吉亞足球運動員，擔任前鋒，現時效力德甲球會卡尔斯鲁厄。
伊舒韋利是格魯吉亞國家足球隊的成員，代表國家隊47場，射入14球。

## 外部連結
- Weltfussball.de 阿歷山大·伊舒韋利檔案 （德文）